# Marguerite de Parme (1847-1893)
Pour les articles homonymes, voir Marguerite de Parme.
Titres
Épouse du prétendant légitimiste au trône de France
18 novembre 1887 – 29 janvier 1893
(5 ans, 2 mois et 11 jours)
Épouse du prétendant carliste au trône d'Espagne
3 octobre 1867 – 29 janvier 1893
(25 ans, 3 mois et 26 jours)
Signature
Marguerite de Bourbon, née Margherita Maria Teresa Enrichetta di Borbone, principessa di Parma le 1er janvier 1847 à Lucques, dans le duché de Lucques (aujourd’hui en Italie) et morte le 29 janvier 1893 à Viareggio dans le royaume d’Italie, est une infante d'Espagne et une princesse lucquoise puis parmesane qui porte par mariage les titres de courtoisie de duchesse de Madrid et de princesse de Bourbon. Fille de Charles III duc de Parme, Plaisance et Guastalla et de Louise d’Artois, petite-fille de France, Marguerite appartient deux fois à la maison de Bourbon (par la branche parmesane et par la branche aînée directe).
En épousant le prince capétien Charles de Bourbon (1848-1909) — plus tard, de 1887 à 1909, prétendant légitimiste au trône de France — la princesse Marguerite de Parme devient l'épouse du prétendant au trône d'Espagne et au trône de France.

## Biographie

### Premières années (1847-1859)

#### Un début de vie très mouvementée

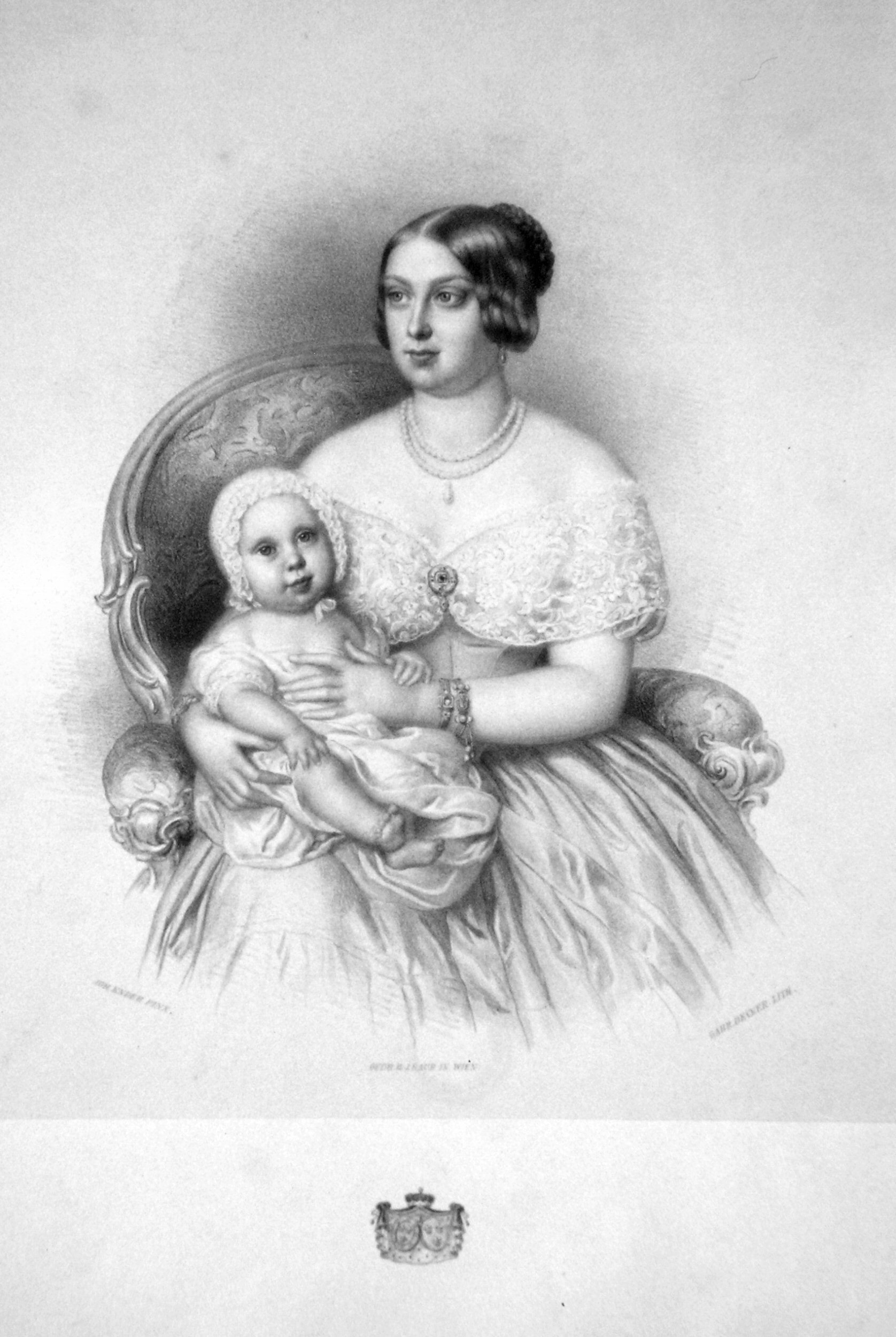
La duchesse de Lucques et sa fille Marguerite (1847)

Le 1er janvier 1847, Marguerite voit le jour, au Palais Ducal de Lucques, résidence officielle de ses parents. Elle est la fille aînée du prince Ferdinand-Charles de Bourbon-Parme et de son épouse la princesse Louise d’Artois. La jeune princesse est baptisée en la chapelle palatine du Palais Ducal de Lucques par l’évêque de Massa — Francesco Strani (it) —, avec son oncle le comte de Chambord pour parrain et sa grand-tante, la dauphine de France pour marraine,,. Elle porte les prénoms de la reine Marguerite de Provence, épouse de Saint-Louis, de sa marraine et de son parrain.
Lorsqu’elle voit le jour, son père n’est que l’héritier d’un minuscule duché italien, à cheval entre le duché de Parme et le grand-duché de Toscane. Appelé à devenir l’héritier en second de l’impératrice Marie-Louise (régnant sur Parme depuis 1815), le prince héréditaire de Lucques mène une vie oisive avec son épouse. Ainsi, suite au Congrès de Vienne, le duché de Parme est attribué en viager à l’épouse de Napoléon Ier. A sa mort, le trône devra revenir à ses héritiers légitimes, c’est-à-dire au grand-père puis au père de Marguerite.
Cependant, peu de temps après sa naissance, au mois de décembre 1847, l’impératrice Marie-Louise s’éteint, laissant donc le trône au grand-père de la petite Marguerite. Cependant, la situation n'est pas aussi simple : le baron Philipp von Neumann, conseiller de l'empereur mandaté de Vienne à Parme, rapporte à Metternich qu'à la mort de la duchesse, les libéraux auraient tenté une insurrection. Le comte Cantelli, podestat de Parme, est destitué car il a cherché à créer un gouvernement provisoire avant l'arrivée du nouveau duc. Le 31 décembre 1847, Bombelles annonce à Metternich l'arrivée incognito du nouveau duc, qui prend le nom de Charles II, et de son fils. Charles II se montre faible et vil, créant un climat de suspicion et de méfiance : il promet à Vienne de s'opposer aux libéraux et à ceux-ci une constitution qu'il n'accorde finalement pas.
Au début de l'année 1848, alors que Marguerite n’a qu’un an, la nouvelle d'une insurrection à Milan enflamme Parme, et la révolte éclate le 20 mars 1848. Les habitants se rassemblent en armes et avec des cocardes tricolores. Un coup de feu déclenche l'insurrection qui provoque des morts et des blessés. Le fils du duc entame une action répressive tandis que Charles II, inquiet des proportions que prend la rébellion, ordonne le cessez-le-feu et en appelle « aux bons citoyens afin d'attendre les bonnes résolutions de leur Père et Souverain », promettant une constitution,.
Cependant, en mars 1848, la nouvelle de l'insurrection à Milan enflamme Parme. Les habitants se rassemblent en armes avec des cocardes tricolores. Un coup de feu déclenche l'insurrection le 20 mars 1848. Cette révolte populaire contraint Charles II à repousser le traité d'alliance défensif avec l'Autriche et à s'allier avec Léopold II de Toscane, Pie IX et Charles-Albert de Sardaigne, qui sont alors engagés dans la première guerre d'indépendance italienne.
Durant cette période, la nouvelle duchesse héréditaire Louise, mère de Marguerite, enceinte de son second enfant, s'est enfuie à Florence où elle accouche d'un héritier, prénommé Robert. Retournée à Parme, la princesse se retrouve bientôt complètement seule dans le Palais Ducale, abandonnée par la famille ducale,. Apeurée par l'abdication de son beau-père et l'emprisonnement à Crémone de son époux, la mère de Marguerite décide de s'embarquer pour Malte où un navire britannique vient l'emmener, elle et ses enfants. Là, le gouverneur et l'amiral Parker firent un très bon accueil à la duchesse héréditaire puis, après quelques jours « de repos », la famille est emmenée à Londres où elle est reçue par la reine Victoria. Se prenant d'une profonde amitié pour Louise, la reine Victoria la voit presque tous les jours. Ainsi, Marguerite joue régulièrement avec les enfants de la souveraine britannique et notamment avec les princesses Helena et Louise, respectivement âgée de deux et un ans,. En souvenir de ce passage, le duc Charles III fera envoyer à la reine Victoria une sculpture en marbre de carrare représentant Marguerite et son frère Robert, l’oeuvre sera conservé à Obsorne House.
Lorsque le grand-père de Marguerite abdique, le nouveau duc est retenu de force par le roi de Sardaigne et la duchesse Louise vit à Londres avec ses enfants. Rapidement rejoint par le duc Charles III, la famille s’agrandit en 1849 lorsque la princesse Alice voit le jour à Parme, ou le couple ducale était finalement rentré. Enfin, dès 1851, la duchesse retomba enceinte pour la quatrième et dernière fois et donna naissance à un second fils prénommé Henri en l'honneur de son oncle et parrain.
L’année suivante, en octobre 1852, la reine Isabelle II d'Espagne, cousine germaine de la duchesse Louise, cherchant à se faire reconnaitre comme reine par le duc de Parme, lui offrit le titre d'infant d'Espagne. L'année suivante, la reine visita Parme et rencontra la famille ducale. Dès lors, la reine envoya à ses « neveux et nièces » des cadeaux et cartes diverses. Ainsi les petites princesses Marguerite et Alice furent elles faites infantes en même temps que leurs frères le 19 janvier 1854,.

#### Mort de son père et régence de sa mère

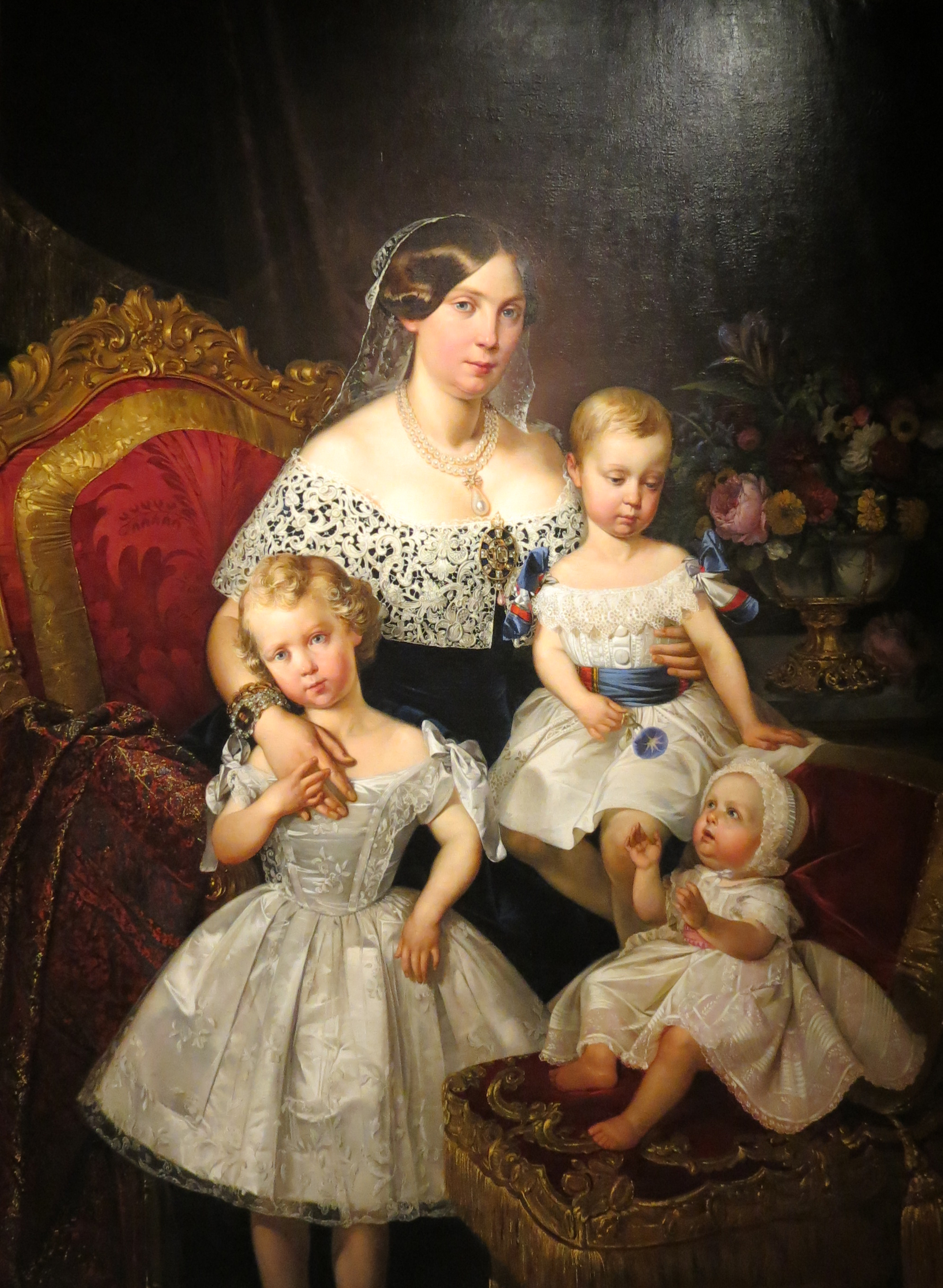
La duchesse de Parme et ses enfants (1851)

Le 27 mars 1854, alors que Marguerite n’a que 8 ans, son père est poignardé par Antonio Carra. La duchesse Louise annonce la mort de son époux et proclame son fils Robert Ier nouveau souverain de 5 ans, elle-même assurant la régence. La nouvelle régente choisit alors de mener une politique d’apaisement, très en contraste avec la politique réactionnaire du défunt duc. Très appréciée par la population qui la surnomme « la Bella, la Docta, la Santa francese », la duchesse met en place une campagne d’assainissement, autant hygiénique que budgétaire. Marguerite grandit donc sous la surveillance de sa gouvernante, Madame Réaux de Richebois dans une relative insouciance, ballottée entre les organisations de charité et la vie princière.

### Risorgimento et exil
Cependant en 1859, alors que Marguerite n’a que 12 ans, le Risorgimento se réalise et sa famille est poussée à l’exil. Son frère le duc Robert est alors destitué et le duché de Parme réuni au Royaume de Piémont-Sardaigne. La famille ducale part donc vers la Suisse. Là bas, la vie reprend son cours et la famille ne tarde pas à déménager à Venise, alors possession autrichienne. Durant ces années là, de 1859 à 1864, Marguerite et ses frères et sa soeur passent leurs vacances au château de Frohsdorf, résidence de leur oncle, où au château de Brunsee, résidence de leur grand-mère maternelle la duchesse de Berry.
Le 1er février 1864, Marguerite qui est âgée de tout juste 17 ans, perd sa mère qui est emportée par la fièvre typhoïde. Confiée aux soins du comte et de la comtesse de Chambord, leur oncle et tante, la fratrie part donc s’installer au château de Frohsdorf. Marguerite et ses frères et soeur sont élevées dans l’amour de la France, en tant que princes français. Ainsi, quelques années plus tard, lorsque l’impératrice Zita demandera à son père le duc de Parme (frère cadet de Marguerite) de quelle nationalité ils étaient, le duc répondit « Nous sommes des princes français qui ont régné en Italie. » . Malgré l’exil, Marguerite et sa fratrie resteront proche des familles royales espagnoles et britanniques comme le montre le choix de la reine Isabelle II de choisir pour sa fille Eulalie, Robert et Marguerite pour parrain et marraine.

### Fiançailles et mariage

#### Un mariage d’amour

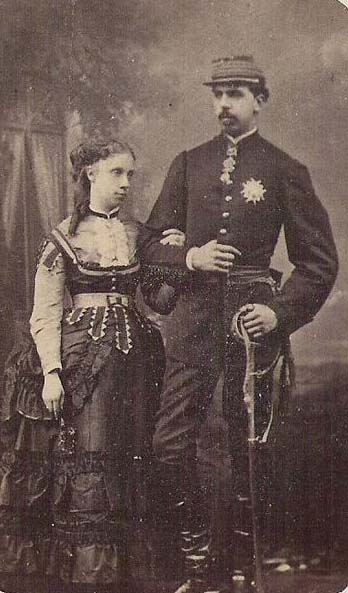
Le duc et la duchesse de Madrid (1867)

Marguerite rencontre régulièrement à Frohsdorf un prince dont elle tombe rapidement amoureux. L’infant Charles, neveu de la comtesse de Chambord et héritier du carlisme est un colosse  d'un mètre quatre-vingt-cinq. Envisager une union entre les deux jeunes gens correspond parfaitement aux idéaux de la comtesse de Chambord et de sa soeur, en effet les deux princesses sont très pieuses et très réactionnaire.
Cependant, cette union n’est pas du goût de la « tante » de Marguerite, la reine Isabelle II. En effet le père de Charles prétend ouvertement à la couronne d’Espagne, une chose que la reine ne peut supporter. Cependant, et au contraire d’autre princesses ou princes ayant choisi le camp carliste, Marguerite ne se voit pas retirer le titre d’infante d’Espagne et l’ordre de la reine Marie-Louise.
Malgré tout, Charles et Marguerite se fiance à la fin de l’année 1866 au château de Frohsdorf. Ils s’unissent finalement le 4 février 1867 en la chapelle palatiale du château de Frohsdorf. Le mariage auquel assiste l'empereur François-Joseph d'Autriche et l'ex-roi Georges V de Hanovre est digne de celui d'un futur couple royal. Les trois grands-parents de Marguerite encore en vie y participe également, de même que les membres de la famille de Charles. Les témoins des mariés sont l’oncle de Charles, l’ancien duc François V de Modène ainsi que le frère de Marguerite, Robert.

### Duchesse de Madrid

#### Troisième guerre carliste

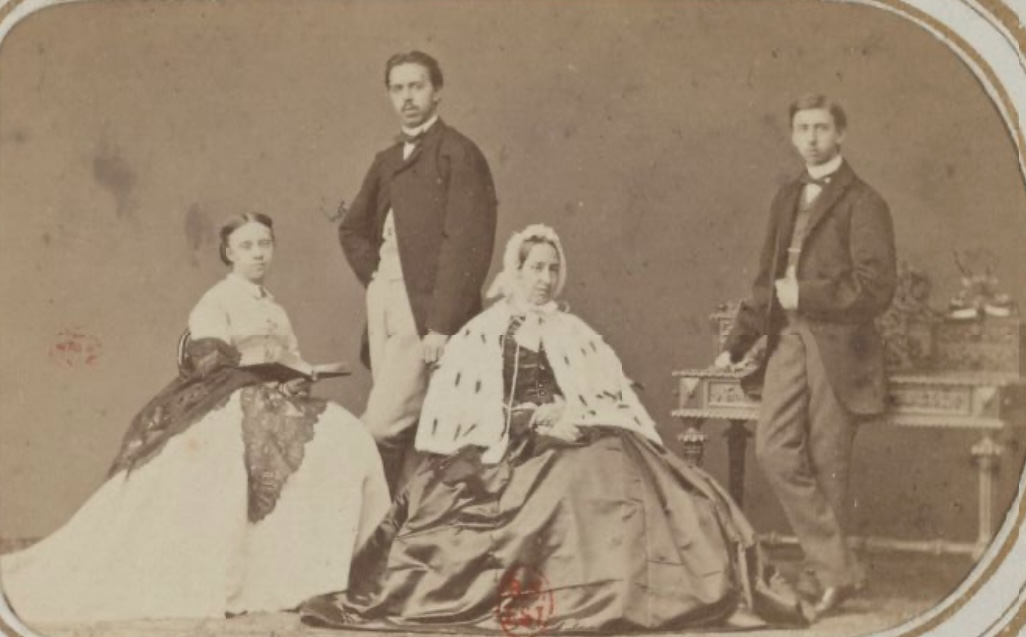
Famille royale Carliste vers 1865.

Le père de Charles, Jean de Bourbon, héritier de la dynastie carliste, reconnut Isabelle II comme reine légitime d’Espagne, mais sa belle-mère Marie-Thérèse de Portugal protesta contre cette décision et publia en 1864 une Lettre aux Espagnolsdans laquelle elle proclamait le fils de Jean, qui serait Charles VII pour les carlistes, l’héritier légitime des droits de la lignée carliste. La mère de Charles VII et épouse de Jean refusa dans un premier temps de soutenir cette idée, mais céda finalement devant les prétentions de son fils, qui commença à recevoir la visite de personnages carlistes importants (Marichalar, Algarra, Tristany, Mergeliza, etc.) et publia peu après un manifeste dans La Esperanza. Lors d’un entretien avec Vicente de la Hoz furent étudiés les moyens de réorganiser le parti carliste. Marguerite devint donc Duchesse de Madrid. De ce fait, la princesse devint (pour les carlistes) la nouvelle reine d’Espagne. Cependant bien que l’Espagne ai renversé la reine Isabelle II, les Bourbons de la branche aînée y sont toujours interdit d’accès. Alors le duc et la duchesse partent s’installer à Paris où Marguerite fait la connaissance de la reine déchue et de son époux. Là, les deux femmes deviendront amies et se fréquenteront très régulièrement. Le 8 septembre 1868, Marguerite donne naissance à son premier enfant, la princesse Blanche. Suivent ensuite le prince Jacques en 1870 puis les princesses Elvire en 1871, Marie-Béatrice en 1874 et Alice en 1876.
Voyant s'éloigner la possibilité de la restauration bourbonienne, dans chacune de ses deux branches, l’époux de Marguerite déclenche en 1872 la troisième guerre carliste, d'abord contre le roi Amédée, puis contre la Première République espagnole, proclamée en 1873 après l'abdication du roi, puis finalement contre Alphonse XII, fils d'Isabelle II, proclamé roi en 1874.
Le 16 juillet 1873, Charles franchit la frontière espagnole depuis la France et pénètre en Navarre par la Venta de Laputsagarra. L'accueil que lui réservent ses partisans revêt l'allure de celui qu'on doit à un chef d'État, ce qui lui permet d’obtenir le titre de roi et d’être reconnu par le Nord du pays comme le souverain légitime sous le nom de Charles VII. Marguerite, installée à Pau, se dévoue pour créer les services sanitaires de l'armée carliste. C’est à cet effet que son époux créa en son honneur l’ordre de la Charité en 1874. L’ordre était destiné à récompenser tous les militaires ayant pris part à la troisième guerre carliste.

#### Échec et retour en exil
La défaite militaire de 1876 affaiblit considérablement son potentiel mais ne signifia pas sa désapparition. En mars 1876, l’ex-roi Charles VII publia à Pau un manifeste dans lequel il persistait dans son attitude combattive, à l’issue duquel il dut quitter la France. Il passa par l’Angleterre et réalisa plusieurs voyages en Amérique, en Europe, en Afrique et en Asie, Il s’installa finalement à Venise au Palazzo Loredan dell'Ambasciatore que sa mère lui offrit en 1881. Au cours de cette période il réorganisa son parti et chargea de nouveau sa direction à Cándido Nocedal, qu’il désigna comme son délégué une fois la guerre terminée. Malgré cela, Marguerite décide de s’installer à la Tenuta Reale, héritée de son grand-père le duc Charles II. La séparation du couple princier est alors nette.
En 1883, son oncle le comte de Chambord rend l’âme. Au cours des obsèques, un conflit éclate lorsque le comte de Paris se déclare son successeur. Les Bourbon-Parme ne le reconnaissent pas (de même que la comtesse de Chambord), et préfère se tourner vers le comte de Montizon, beau-père de Marguerite et nouvel aîné des Capétiens légitimes,. Ainsi, un tournant du légitimisme s’opère en 1883 à la mort du prétendant Henri V : une partie des légitimistes souhaitent suivre la branche cadette d'Orléans quand une minorité, au regard des lois fondamentales et des principes de dévolution de la Couronne préfèrent suivre la branche bourbonienne d’Anjou, nouvelle branche aînée de la dynastie capétienne. Le beau-père de Marguerite, le comte de Montizón — Jean III — devient le prétendant légitimiste à partir de 1883.

### Fin de vie et mort

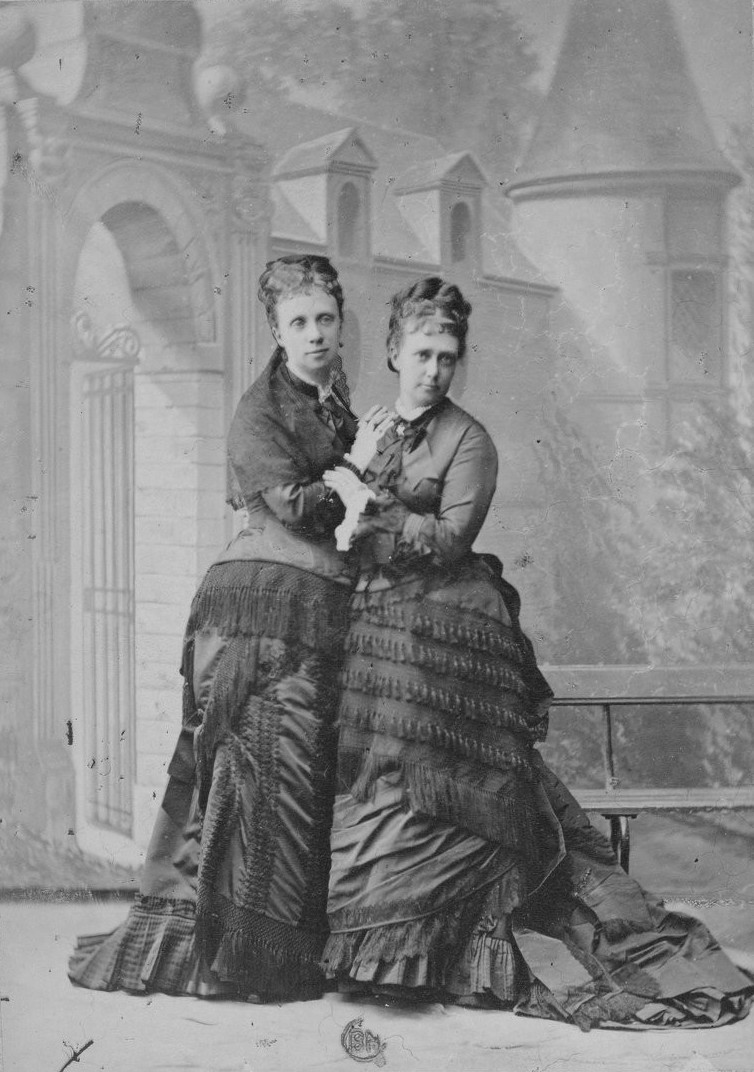
Marguerite et sa sœur la grande-duchesse de Toscane en 1878.

Marguerite devient Reine titulaire de France et de Navarre en 1887 lorsque son beau-père meurt.
En 1889, sa fille aînée Blanche souhaite épouser l’archiduc Léopold-Salvator qu’elle aime depuis longtemps. L’empereur François-Joseph donne son accord et les noces ont lieu, même si la reine-régente d’Espagne Marie-Christine, née archiduchesse d’Autriche, montre son mécontentement. Cependant et pour la ménager, l’empereur refuse à la seconde fille de Marguerite, Elvire, de pouvoir s’unir avec le grand-duc héritier de Toscane. Ainsi Marguerite dit à la marquise de Villadarias « Quel monde si mauvais, plein de petitesses et de misères. Je crois bien que Christine a fait tout ce qu’elle a pu pour saboter le mariage de Blanche. Mon Dieu ! Elle est à notre place et l’ignore…Ne peut-elle pas nous laisser le bonheur de nos enfants ? Dieu le sait et tu le sais aussi, que si ce n’était par amour pour Charles, je ne lui envierais pas le trône. En ces temps le métier de roi est sûrement plus à craindre que tout autre. »
Elle-même rend l’âme le 29 janvier 1893, à l’âge de quarante-six ans. Veuf, Charles se remariera  à Berthe de Rohan. Elle est inhumée dans la chapelle du domaine de Viareggio. Quelques mois plus tard, sa nièce Marie-Louise de Parme épousera le prince de Bulgarie, Orléans par sa mère.

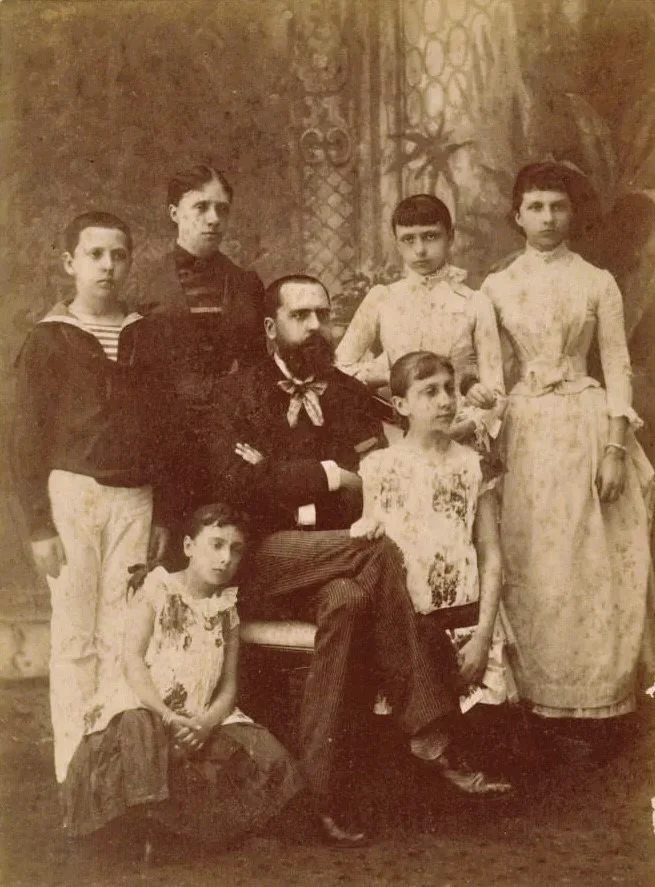
Marguerite et sa famille.

## Mariage et descendance
Marguerite de Parme, alors âgée de vingt ans, se marie au futur duc de Madrid, Charles de Bourbon le 4 février 1867 au château de Frohsdorf (Autriche). Charles est issu (comme Marguerite) de la maison bourbonienne d’Anjou et est le fils de Jean de Bourbon, comte de Montizón et de l'archiduchesse Marie-Béatrice de Modène.
Du couple princier cinq enfants naissent :
- Blanche de Bourbon (1868-1949), fille de France et infante d'Espagne

∞ en 1889 à l’archiduc Léopold d’Autriche, prince de Toscane, avec postérité.
- Jacques de Bourbon (1870-1931), prince des Asturies (1870-1909), dauphin de France (1887-1909), puis duc d'Anjou et de Madrid, sans alliance.
- Elvire de Bourbon (1871-1929), fille de France et infante d'Espagne, sans alliance mais avec postérité.
- Béatrice de Bourbon (1874-1961), fille de France et infante d'Espagne

∞ en 1892 à Fabrizio Massimo, prince de Roviano.
- Alice de Bourbon (1876-1975), fille de France et infante d'Espagne

∞ en 1897 au prince Frédéric de Schönburg-Waldenburg (divorce par la suite) ;
∞ en 1906 à Lino del Prete, dont postérité.

## Titulature et honneurs

### Titulature

#### Officielle
- 1 janvier 1847 - 19 janvier 1854 : Son Altesse Royale la princesse Marguerite de Bourbon-Parme.
- 19 janvier 1854 - 29 janvier 1893 : Son Altesse Royale Marguerite de Bourbon-Parme, infante d'Espagne, princesse de Bourbon-Parme[11].

#### En Espagne (revendiqué)
- 1 janvier 1847 - 19 janvier 1854 : Son Altesse Royale la princesse Marguerite de Bourbon-Parme.
- 19 janvier 1854  - 4 février 1867 : Son Altesse Royale Marguerite de Bourbon-Parme, infante d'Espagne, princesse de Bourbon-Parme[11].
- 4 février 1867 - 29 janvier 1893 : Son Altesse Royale la duchesse de Madrid.

#### En France (revendiqué)
- 1 janvier 1847 - 19 janvier 1854 : Son Altesse Royale la princesse Marguerite de Bourbon-Parme.
- 19 janvier 1854  - 4 février 1867 : Son Altesse Royale Marguerite de Bourbon-Parme, infante d'Espagne, princesse de Bourbon-Parme[11].
- 4 février 1867 - 24 août 1883 : Son Altesse Royale la princesse Marguerite de Bourbon-Parme, princesse du Sang.
- 24 août 1883 - 18 novembre 1887 : Son Altesse Royale Madame la dauphine.
- 18 novembre 1887 - 29 janvier 1893 : Son Altesse Royale la duchesse de Madrid.

### Honneurs
Marguerite de Bourbon-Parme est ː
- Dame de l'ordre de la Reine Marie-Louise ( Royaume d'Espagne, 19 janvier 1854) ;
- Dame noble de l'ordre de la Croix étoilée ( Empire d'Autriche) ;
- Dame d'honneur de l'ordre de Thérèse ( Royaume de Bavière).

## Hommages
Le livre Meditazioni intorno l'eucaristia de François de la Bouillerie, évêque de Carcassonne, publié en 1858 lui est dédié.